# Grand Prix de Macao de Formule 3 1995
Le Grand Prix de Macao de Formule 3 1995 est la 42e édition de l'épreuve macanaise réservée aux monoplaces de Formule 3. Elle s'est déroulée du 19 au 22 novembre 1995 sur le tracé urbain de Guia.

## Participants
| No | Pilotes               | Voiture                  | Écurie                           |
| -- | --------------------- | ------------------------ | -------------------------------- |
| 1  | Sascha Maassen        | Dallara Opel-Spiess (en) | West Surrey Racing               |
| 2  | Gualter Salles        | Dallara Opel-Spiess (en) | West Surrey Racing               |
| 3  | Norberto Fontana      | Dallara Opel-Spiess      | KMS                              |
| 5  | Jarno Trulli          | Dallara Opel-Spiess      | KMS                              |
| 6  | Luca Rangoni          | Dallara Fiat             | Auto Italia                      |
| 7  | Pedro de la Rosa      | Tom's Toyota             | Tom's                            |
| 8  | Oliver Gavin          | Tom's Toyota             | Tom's                            |
| 9  | Ralph Firman          | Dallara Honda-Mugen NB   | Paul Stewart Racing              |
| 10 | Hélio Castroneves     | Dallara Honda-Mugen NB   | Paul Stewart Racing              |
| 11 | Ralf Schumacher       | Dallara Opel-Spiess      | Mild Seven Opel Team WTS         |
| 12 | Philipp Peter         | Dallara Opel-Spiess      | Mild Seven Opel Team WTS         |
| 15 | Warren Hughes         | Dallara Mitsubishi       | Alan Docking Racing              |
| 16 | Gonzalo Rodríguez     | Dallara Mitsubishi       | Alan Docking Racing              |
| 17 | Kurt Mollekens        | Dallara Honda-Mugen NB   | Alan Docking Racing              |
| 18 | Gianantonio Pacchioni | Dallara Fiat             | Prema Powerteam                  |
| 19 | André Couto           | Dallara Fiat             | Prema Powerteam                  |
| 20 | Max Angelelli         | Dallara Opel-Spiess      | Opel Team Bertram Schäfer Racing |
| 21 | Tom Coronel           | Dallara Opel-Spiess      | Opel Team Bertram Schäfer Racing |
| 22 | Thomas Biagi          | Dallara Opel-Spiess      | RC Motorsport                    |
| 23 | Christian Abt         | Dallara Opel-Spiess      | RC Motorsport                    |
| 26 | Pedro Couceiro        | Dallara Fiat             | Marko RSM                        |
| 27 | Arnd Meier            | Dallara Fiat             | Marko RSM                        |
| 28 | Hiroki Katoh          | Dallara Opel-Spiess      | The Next One                     |
| 29 | Ryo Michigami         | Dallara Toyota-Tom's     | Epson Team NMS                   |
| 30 | Yuji Tachikawa        | Dallara Toyota-Tom's     | Morisawa-R Team NMS              |
| 31 | Keiichi Nishimiya     | Dallara Opel-Spiess      | Opel Team Japan                  |
| 32 | Alexander Wurz        | Dallara Opel-Spiess      | GM Motorsport                    |
| 33 | Toni Teittinen        | Dallara Opel-Spiess      | GM Motorsport                    |
| 35 | Jamie Davies          | Dallara Honda-Mugen NB   | Fortec Motorsport                |
| 36 | Laurent Redon         | Dallara Honda-Mugen NB   | Fortec Motorsport                |

## 1recourse
Qualification
| Ligne | Positions sur la grille de départ      | Positions sur la grille de départ         | Positions sur la grille de départ |
| ----- | -------------------------------------- | ----------------------------------------- | --------------------------------- |
| 1re   | 1. Norberto Fontana (2 min 20 s 628)   | 2. Max Angelelli (2 min 20 s 944)         |                                   |
| 2e    | 3. Sascha Maassen (2 min 20 s 950)     | 4. Philipp Peter (2 min 21 s 173)         |                                   |
| 3e    | 5. Luca Rangoni (2 min 21 s 234)       | 6. Ralf Schumacher (2 min 21 s 489)       |                                   |
| 4e    | 7. Alexander Wurz (2 min 22 s 022)     | 8. Gianantonio Pacchioni (2 min 22 s 083) |                                   |
| 5e    | 9. André Couto (2 min 22 s 154)        | 10. Pedro Couceiro (2 min 22 s 158)       |                                   |
| 6e    | 11. Warren Hughes (2 min 22 s 177)     | 12. Pedro de la Rosa (2 min 22 s 668)     |                                   |
| 7e    | 13. Gualter Salles (2 min 22 s 745)    | 14. Oliver Gavin (2 min 22 s 759)         |                                   |
| 8e    | 15. Jarno Trulli (2 min 22 s 844)      | 16. Christian Abt (2 min 23 s 135)        |                                   |
| 9e    | 17. Thomas Biagi (2 min 23 s 191)      | 18. Jamie Davies (2 min 23 s 211)         |                                   |
| 10e   | 19. Arnd Meier (2 min 23 s 275)        | 20. Tom Coronel (2 min 23 s 479)          |                                   |
| 11e   | 21. Hiroki Katoh (2 min 23 s 616)      | 22. Ralph Firman (2 min 23 s 823)         |                                   |
| 12e   | 23. Gonzalo Rodríguez (2 min 23 s 833) | 24. Kurt Mollekens (2 min 23 s 834)       |                                   |
| 13e   | 25. Ryo Michigami (2 min 23 s 875)     | 26. Hélio Castroneves (2 min 24 s 327)    |                                   |
| 14e   | 27. Laurent Redon (2 min 24 s 421)     | 28. Keiichi Nishimiya (2 min 26 s 258)    |                                   |
| 15e   | 29. Yuji Tachikawa (2 min 26 s 425)    | 30. Toni Teittinen (2 min 26 s 876)       |                                   |

## 2ecourse
Qualification
| Ligne | Positions sur la grille de départ          | Positions sur la grille de départ      | Positions sur la grille de départ |
| ----- | ------------------------------------------ | -------------------------------------- | --------------------------------- |
| 1re   | 1. Ralf Schumacher (2 min 19 s 126)        | 2. Max Angelelli (2 min 19 s 151)      |                                   |
| 2e    | 3. Sascha Maassen (2 min 19 s 883)         | 4. Pedro de la Rosa (2 min 20 s 030)   |                                   |
| 3e    | 5. Norberto Fontana (2 min 20 s 070)       | 6. Tom Coronel (2 min 20 s 284)        |                                   |
| 4e    | 7. Jarno Trulli (2 min 20 s 425)           | 8. Philipp Peter (2 min 20 s 443)      |                                   |
| 5e    | 9. Thomas Biagi (2 min 20 s 562)           | 10. Oliver Gavin (2 min 20 s 951)      |                                   |
| 6e    | 11. Alexander Wurz (2 min 20 s 975)        | 12. Luca Rangoni (2 min 21 s 159)      |                                   |
| 7e    | 13. Jamie Davies (2 min 21 s 163)          | 14. André Couto (2 min 21 s 353)       |                                   |
| 8e    | 15. Pedro Couceiro (2 min 21 s 376)        | 16. Warren Hughes (2 min 21 s 383)     |                                   |
| 9e    | 17. Ralph Firman (2 min 21 s 407)          | 18. Gualter Salles (2 min 21 s 847)    |                                   |
| 10e   | 19. Gianantonio Pacchioni (2 min 21 s 921) | 20. Gonzalo Rodríguez (2 min 22 s 025) |                                   |
| 11e   | 21. Hiroki Katoh (2 min 22 s 121)          | 22. Christian Abt (2 min 22 s 128)     |                                   |
| 12e   | 23. Laurent Redon (2 min 22 s 520)         | 24. Kurt Mollekens (2 min 22 s 950)    |                                   |
| 13e   | 25. Hélio Castroneves (2 min 23 s 001)     | 26. Ryo Michigami (2 min 23 s 055)     |                                   |
| 14e   | 27. Arnd Meier (2 min 23 s 275)            | 28. Yuji Tachikawa (2 min 23 s 411)    |                                   |
| 15e   | 29. Toni Teittinen (2 min 24 s 115)        | 30. Keiichi Nishimiya (2 min 25 s 698) |                                   |

## Résultats
À la suite d'un carambolage lors du premier tour, impliquant tous les pilotes sauf Ralf Schumacher, Jarno Trulli et André Couto, la deuxième manche a été annulée. Le résultat est établi en fonction du classement de la première manche.
Le meilleur tour est effectué par Ralf Schumacher en 2 min 19 s 087 au 10e tour.
| Pos. | no | Pilote            | Voiture              | Tours | Temps/Abd.      |
| ---- | -- | ----------------- | -------------------- | ----- | --------------- |
| 1    | 11 | Ralf Schumacher   | Dallara Opel-Spiess  | 15    | 35 min 5 s 832  |
| 2    | 5  | Jarno Trulli      | Dallara Opel-Spiess  | 15    | + 6 s 323       |
| 3    | 7  | Pedro de la Rosa  | Dallara Toyota-Tom's | 15    | + 6 s 637       |
| 4    | 1  | Sascha Maassen    | Dallara Honda-Mugen  | 15    | + 8 s 788       |
| 5    | 3  | Norberto Fontana  | Dallara Opel-Spiess  | 15    | + 24 s 073      |
| 6    | 19 | André Couto       | Dallara Fiat         | 15    | + 28 s 943      |
| 7    | 32 | Alexander Wurz    | Dallara Opel-Spiess  | 15    | + 29 s 548      |
| 8    | 26 | Pedro Couceiro    | Dallara Fiat         | 15    | + 30 s 164      |
| 9    | 35 | Jamie Davies      | Dallara Honda-Mugen  | 15    | + 30 s 625      |
| 10   | 22 | Thomas Biagi      | Dallara Opel-Spiess  | 15    | + 31 s 303      |
| 11   | 15 | Warren Hughes     | Dallara Mitsubishi   | 15    | + 35 s 480      |
| 12   | 16 | Gonzalo Rodríguez | Dallara Mitsubishi   | 15    | + 38 s 917      |
| 13   | 23 | Christian Abt     | Dallara Opel-Spiess  | 15    | + 51 s 071      |
| 14   | 2  | Gualter Salles    | Dallara Honda-Mugen  | 15    | + 57 s 933      |
| 15   | 17 | Kurt Mollekens    | Dallara Honda-Mugen  | 15    | + 59 s 193      |
| 16   | 36 | Laurent Redon     | Dallara Honda-Mugen  | 15    | + 1 min 5 s 665 |
| 17   | 30 | Yuji Tachikawa    | Dallara Toyota-Tom's | 15    | + 1 min 6 s 061 |
| 18   | 33 | Toni Teittinen    | Dallara Opel-Spiess  | 15    | + 1 min 9 s 263 |
| 19   | 31 | Keiichi Nishimiya | Dallara Opel-Spiess  | 15    | + 1 min 9 s 718 |
| 20   | 29 | Ryo Michigami     | Dallara Toyota-Tom's | 15    | + 1 min 9 s 988 |